# Göteborgshändelserna
Göteborgshändelserna är en svensk roman från 2006 av Jörgen Gassilewski. Boken handlar om händelserna och kravallerna i samband med EU-toppmötet i Göteborg 2001. Romanen blev 2006 nominerad till Augustpriset.